# Sóváry Ottó
Sóváry Ottó (eredetileg Sohár; Bethlen, 1874. - 1944.) katonatiszt, a komáromi bencés gimnázium testneveléstanára, vármegyei vitézi széktartó.

## Élete
1896. május 1-től hadnagy a császári és királyi 23. tábori vadászzászlóaljban, 1901. május 1-én főhadnaggyá léptették elő. 1907-1910 között a kőszegi katonai alreáliskolában tanított matematikát, természettörténetet és katonai gyakorlatokat. 1910. november 1-el százados, a cs. és kir. 83. gyalogezredben. Az első világháborús mozgósításkor az ezred 15. századának parancsnoka. 1914. szeptember 7-én Lublinnál megsebesült, majd október 22-én súlyosan. A felkarján és a mellkasán elszenvedett sérüléseit a prágai 2. tartalékkórházban kezelték. Sebesülése maradandó volt, emiatt csak helyi alkalmazásban szolgálhatott. Őrnaggyá léptették elő.
A csehszlovák államfordulat után Komáromban, Csehszlovákiában maradt és a bencés gimnáziumban lett kisegítő tornatanár, de időnként matematikát és szépírást is oktatott. Az első bécsi döntést követően is tanított. A magyar hatóságok nyugállományú őrnagyi rendfokozatát elismerték, a városban szerveződő frontharcos mozgalom egyik vezetője lett. 1942. február 18-án vitézzé avatják, nevét Sóváryra változtatja. A Vitézi Rendben a vármegye vitézi széktartója.
1923-tól a Komáromi Kasinó helyettes igazgatója volt. Sírhelyét a komáromi katolikus temetőben már felszámolták.

## Elismerései
- a Katonai Érdemkereszt hadiékítményes 3. osztálya
- 1943 Nemzetvédelmi Kereszt